# Max Kruse
Max Bennet Kruse (ur. 19 marca 1988 w Reinbek) – niemiecki piłkarz występujący na pozycji napastnika.

## Kariera klubowa
Kruse jako junior grał w klubach TSV Reinbek oraz SC Vier- und Marschlande. W 2006 roku trafił do rezerw Werderu Brema, grających w Regionalligi Nord. W 2007 roku został włączony do pierwszej drużyny Werderu, występującej w Bundeslidze. W tych rozgrywkach zadebiutował 29 września 2007 roku w wygranym 8:1 meczu z Arminią Bielefeld, w którym zanotował także asystę. Było to jednak jedyne ligowe spotkanie rozegrane przez Kruse w pierwszej drużynie Werderu.
W 2009 roku Kruse odszedł do zespołu FC St. Pauli z 2. Bundesligi. Zadebiutował w niej 13 września 2009 roku w wygranym 3:2 spotkaniu z FSV Frankfurt. 16 października 2009 roku w wygranym 3:1 pojedynku z Rot-Weiß Oberhausen strzelił pierwszego gola w 2. Bundeslidze. W 2010 roku awansował z klubem do Bundesligi.
Po udanych występach w St. Pauli, Kruse przeszedł do drużyny z Bundesligi, SC Freiburg latem 2012 roku. 18 sierpnia 2012 roku zadebiutował w barwach klubu w meczu z Victorią Hamburg i trafił bramkę oraz zaliczył asystę. Debiut w lidze zanotował 25 sierpnia przeciwko 1. FSV Mainz 05.
Po udanym sezonie we Freiburgu, podpisał czteroletnią umowę z Borussią Mönchengladbach.
W maju 2015 podpisał czteroletni kontrakt z VfL Wolfsburg. W 2016 roku ponownie został zawodnikiem Werderu Brema.

## Kariera reprezentacyjna
29 maja 2013 zadebiutował w reprezentacji Niemiec w wygranym 4:2 towarzyskim meczu z Ekwadorem.